# 罗会泰宅
29°55′17″N 118°16′53″E / 29.92139°N 118.28139°E
罗会泰宅又称老虎祠，是中国安徽省黄山市徽州区呈坎镇呈坎村的一座元代民居建筑，位于呈坎村村南水口处，是徽州地区最古老的民居。古建筑始建于南宋，原为祭祀三国时期吴国太子孙和所造的祠宇。
2001年6月25日，罗会泰宅和呈坎村内共计20处明清古建筑，包括长春大社、钟英楼、文献祠、下屋三宅（含金汉龙宅、罗重光宅、章金标宅）、隆兴桥、环秀桥、燕翼堂、罗纯夫宅、罗润坤宅、石柱厅、首善儒宗宅门楼、罗永祈宅、罗会铮宅、罗子琴宅、汪闺秀宅、罗来林笔、杜欢喜笔、罗来滨宅、罗光荣宅等、以呈坎村古建筑群的名义，列为全国重点文物保护单位。
21世纪初，王志政、罗丽夫妇购买罗会泰宅，筹资百万进行修缮，三年后（2009年）竣工入住。